# Campeonato Mundial de Remo de 1976
O Campeonato Mundial de Remo de 1976 foi a sexta edição do Campeonato Mundial de Remo, foi realizado no Lago Ossiach em Villach, Áustria.
Nesta edição teve apenas competições não olímpicas, as demais fizeram parte do cronograma e Montreal 1976.

## Resultados

### Masculino
| Evento               | Ouro                                                                     | Prata                                                                   | Bronze                      |
| -------------------- | ------------------------------------------------------------------------ | ----------------------------------------------------------------------- | --------------------------- |
| Scull ind. leve LM1X | Raimund Haberl · Áustria ·                                               | Morten Espersen · Dinamarca ·                                           | Roland Weill · França ·     |
| 4 sem ligero LM4-    | Francis Pelegri · André Coupat · Michel Picard · André Picard · França · | Pal Boernick · Olaf Solberg · Per Arne Steen · Edd Hillstad · Noruega · | Bent Fransson · Dinamarca · |
| 8 com ligero LM8+    | Alemanha Ocidental ·                                                     | Reino Unido ·                                                           | Estados Unidos ·            |

- (t) - timoneiro

## Quadro de medalhas
| Ordem | País               | Medalha de ouro | Medalha de prata | Medalha de bronze | Total |
| ----- | ------------------ | --------------- | ---------------- | ----------------- | ----- |
| 1     | França             | 1               | 0                | 1                 | 2     |
| 2     | Alemanha Ocidental | 1               | 0                | 0                 | 1     |
| 2     | Áustria            | 1               | 0                | 0                 | 1     |
| 4     | Dinamarca          | 0               | 1                | 1                 | 2     |
| 5     | Noruega            | 0               | 1                | 0                 | 1     |
| 5     | Reino Unido        | 0               | 1                | 0                 | 1     |
| 7     | Estados Unidos     | 0               | 0                | 1                 | 1     |
|       | TOTAL              | 3               | 3                | 3                 | 9     |